# دبلیوای‌اس‌پی-۴
دبلیوای‌اس‌پی-۴ یک ستاره است که در صورت فلکی سیمرغ قرار دارد.